# Grabhügel von Ins

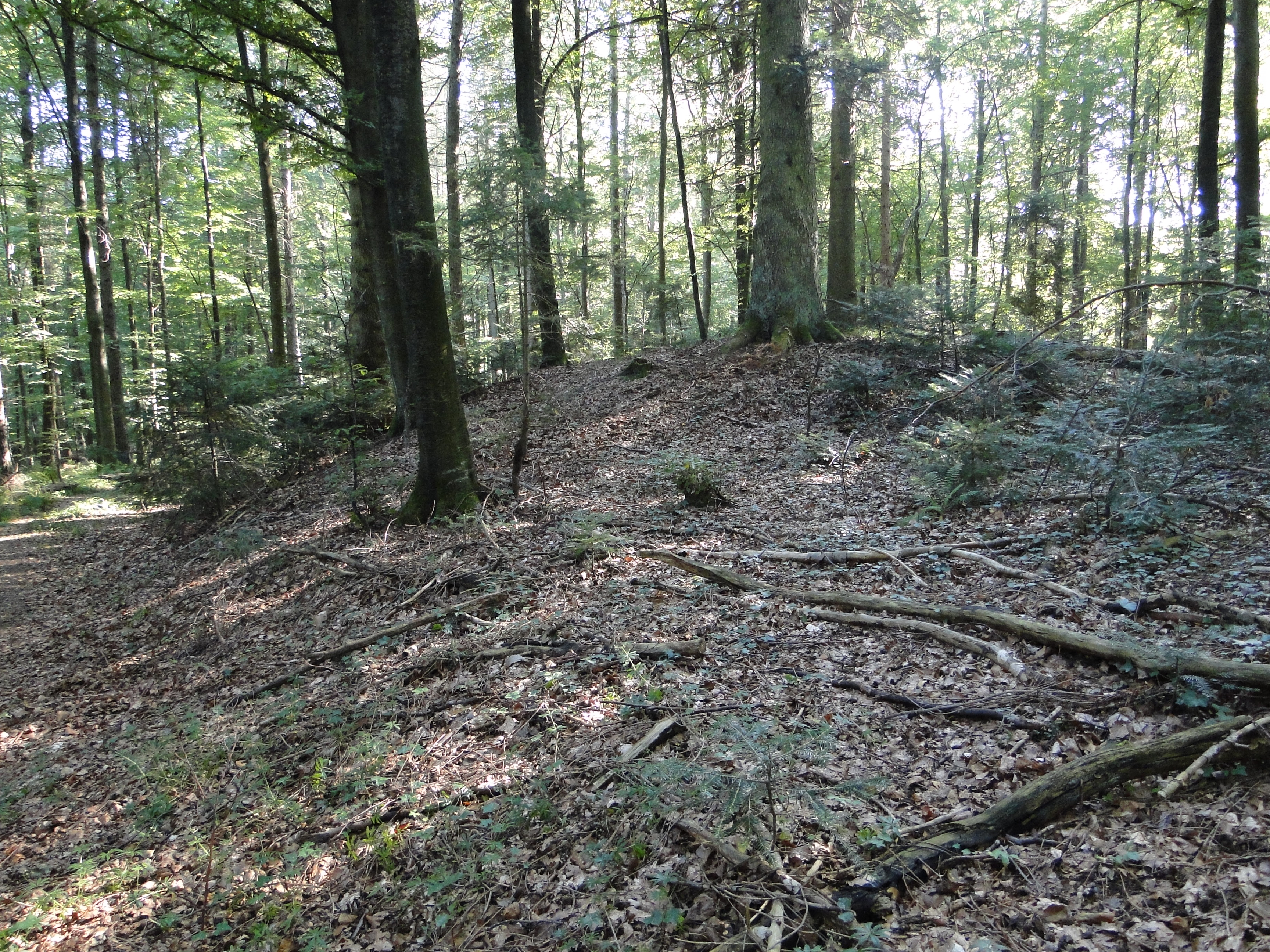
Grabhügel im Schaltenrain-Grossholz

Die Grabhügel von Ins liegen auf dem Schaltenrain, einem länglichen bewaldeten Höhenzug am Bielersee im Norden der Gemeinde Ins im Verwaltungskreis Seeland, Kanton Bern in der Schweiz. Die aus der älteren Eisenzeit stammenden 1,8 bis 4,8 Meter hohen Hügel im Holzmatt und im Grossholz wurden im 19. Jahrhundert von Gustav von Bonstetten und Emanuel F. Müller ausgegraben.
Im Bereich Holzmatt sind vier Cairns oder Tumuli nachgewiesen. Aus mindestens zehn Hügeln bestand das Grabfeld im Grossholz. Die wenigstens 40, teilweise üppig mit Grabbeigaben versehenen Einzel- und Wagengräber in den Grabhügeln stammen aus der Hallstattzeit (750–450 v. Chr.).

## Funde
Die Toten wurden mit Bernstein, Keramik, Schmuck und Waffen bestattet. In einigen Gräbern wurden besondere Beigaben geborgen. Darunter waren Bronzegefässe (Situla), Glas, Reste von Geschirrteilen, Rädern und Wagen sowie ein goldenes Gehänge. Das Goldblech mit qualitativ hoher Granulation aus Lotosmotiven und diagonalen Flächenmäandern verweist auf die Apenninenhalbinsel, wo es in etruskischen Gräbern Parallelen besitzt. Zum Anhänger gehört eine etwa 40 cm lange Fuchsschwanzkette aus Golddraht.
Es handelt sich eventuell um sozial höher gestellte Personen. Die geborgenen Gegenstände sind im Historischen Museum Bern und im Museum Schwab in Biel ausgestellt. Bisher ist keine zeitgenössische Siedlung aus dieser Region bekannt, allerdings wird das Areal der späteren Hasenburg als möglicher Standort angesehen.